# شهرستان مدینا (اوهایو)
شهرستان مدینه (به انگلیسی: Medina County) نام یک شهرستان در ایالت اوهایو در آمریکا است. مرکز آن، شهر مدینه، اوهایو است.
این شهرستان به افتخار شهر مدینه در حجاز نامگذاری گردیده.